# 永井永一
永井 永一（ながい えいいち、1910年3月26日 - 1997年1月11日）は、日本の実業家、馬主。
トヨタカローラ三重株式会社の代表取締役会長などを務めていた。

## 経歴・人物
1910年生まれ。21歳より自動車業界に入り、1947年に永井自動車工業株式会社を興し社長となる。また三重トヨタ自動車株式会社相談役、1956年からは名古屋トヨペット株式会社取締役も兼任した。その後は愛知スズキ販売株式会社取締役、トヨタカローラ三重株式会社代表取締役社長を経て同社会長、永井自動車工業代表取締役会長などを歴任した。1997年1月11日午前8時25分、心不全のため死去。86歳没。

## 馬主活動

永井の勝負服

日本中央競馬会（JRA）に登録していた馬主としても知られた。勝負服の柄は緑、白袖緑一本輪で、冠名には「スズカ」「スリー」を用いた。所有馬の馬名の多くは長男の啓弐が命名していたという。

## 主な所有馬

### GI級競走優勝馬
- スズカコバン（1985年宝塚記念、天皇賞・春3着、1983年神戸新聞杯、1984年京都大賞典、宝塚記念2着、1986年京都大賞典）

### 重賞競走優勝馬
- スリービート（1971年愛知杯）
- スズカクイン（1975年阪神障害ステークス）
- スリーファイヤー（1979年中日新聞杯、北九州記念）[注 1]
- スズカシンプウ（1979年日経新春杯、小倉記念）